# Балроги
Балроги (англ. Balrogs) — в легендариуме Дж. Р. Р. Толкина демонические существа, первоначально упомянутые в романе «Властелин колец», где Братство Кольца встречает в подземелье Мории балрога, известного как Проклятье Дурина. Балроги фигурируют также в более ранних произведениях Толкина, изданных посмертно, в том числе в «Сильмариллионе».
Балроги описываются как высокие и обладающие устрашающей внешностью существа, способные окутывать себя огнём, тьмой и тенями. Они часто были вооружены огненными бичами «со многими хвостами», а также иногда использовали длинные мечи и боевые топоры (именно топором балрога был убит Фингон). В более поздних концепциях Толкина описывается, что балрога нельзя было просто уничтожить, для этого требовалась значительная сила. Только драконы соперничали с ними по ярости и разрушительной мощи, и в Первую Эпоху Средиземья балроги были одними из самых устрашающих слуг Моргота.
В честь балрогов названы макула «Балрог» на Плутоне, а также литературная премия «Балрог», присуждавшаяся за произведения в жанре фэнтези.

## Контекст
Согласно «Сильмариллион» злой Валар Мелькор осквернил меньших Майар (ангельских существ) и обратил их себе во службу в качестве балрогов во времена своего величия, ещё до создания Арды. После пробуждения эльфов валар захватили Мелькора и разрушили его крепости Утумно и Ангбанд. Но они не заметили, что балроги и другие союзники Мелькора скрылись в подземелье. Когда Мелькор вернулся в Средиземье из Валинора, то гигантская паучиха Унголиант вызвала криком балрога из под земли.

## История

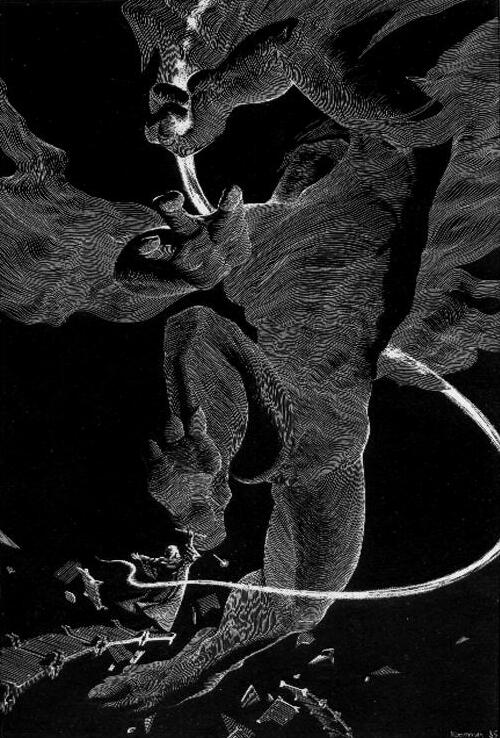
Гэндальф сражается с балрогом на мосту Кхазад-Дума. Иллюстрация Александра Коротича, 1981 год

## Балрог Готмог

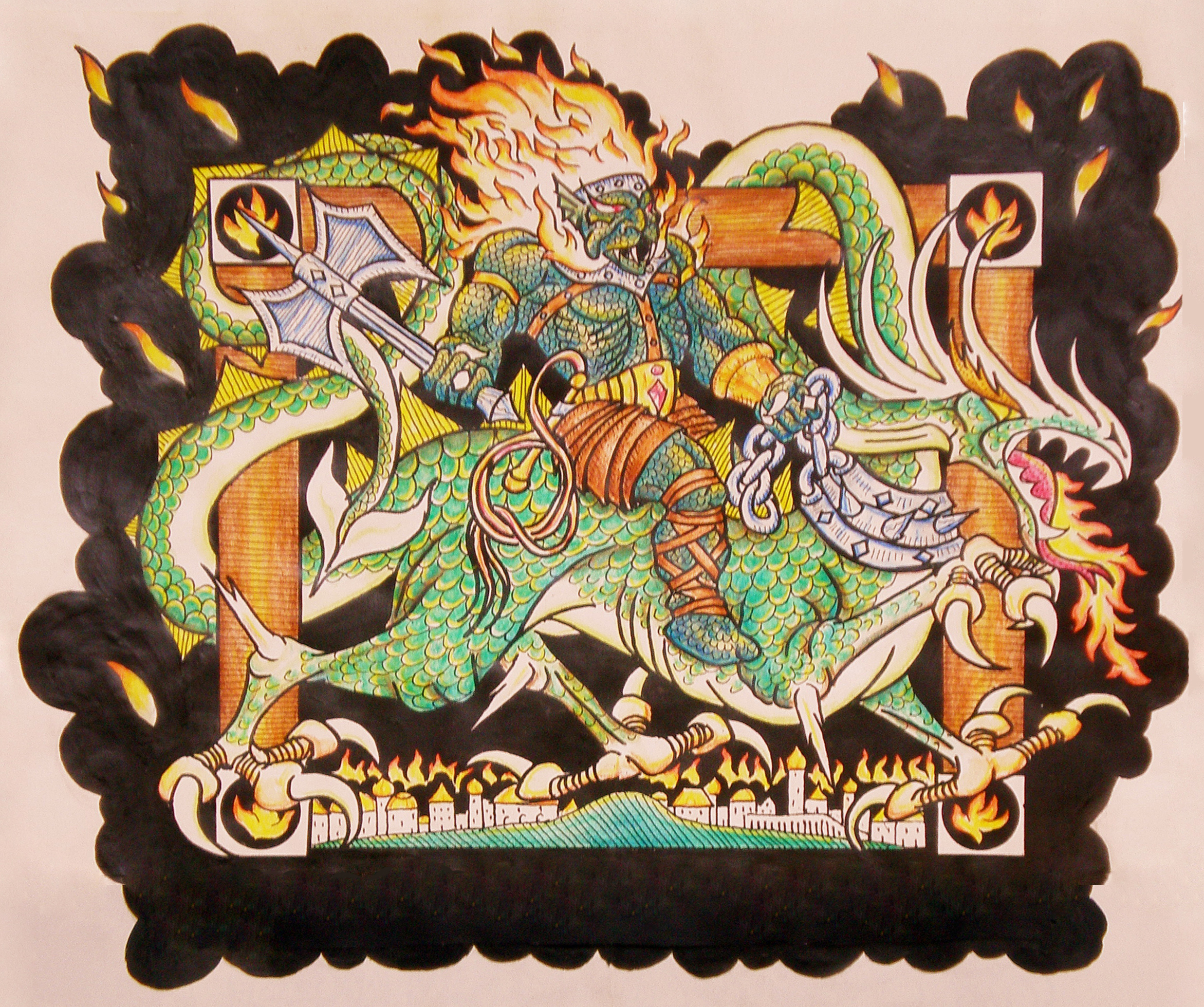
Готмог во время штурма Гондолина. Работа Тома Лобака

## Балрог во «Властелине колец» — Проклятье Дурина

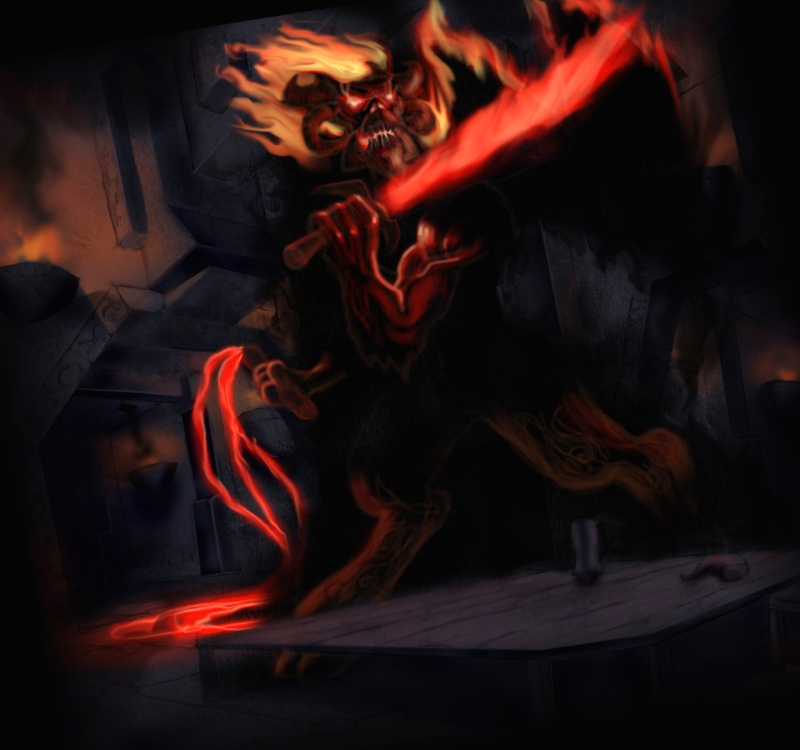
Балрог. Рисунок Маркуса Ренке